# Eriocaulon nigrobracteatum
Eriocaulon nigrobracteatum är en gräsväxtart som beskrevs av E.L.Bridges och Orzell. Eriocaulon nigrobracteatum ingår i släktet Eriocaulon och familjen Eriocaulaceae. Inga underarter finns listade i Catalogue of Life.